# James Douglas-Home, 28. Baron Dacre
James Thomas Archibald Douglas-Home, 28. Baron Dacre (* 16. Mai 1952 in Edinburgh; † 8. Mai 2014 in Lockinge, Oxfordshire) war ein englischer Adliger, Trainer für Rennpferde und Pferderennsport-Korrespondent.
Er war der Sohn von William Douglas-Home (1912–1992) und Rachel Leila Brand, 28. Baroness Dacre (1929–2012).
Er wurde am Eton College und an der Bristol University ausgebildet.
In den 1970er und 1980er Jahren arbeitete er als Rennpferde-Trainer. Anschließend erlangte er einige Anerkennung als Korrespondent im Pferderennsport insbesondere für die Racing Post und das Country Life Magazin.
Beim Tod seiner Mutter erbte er 2012 deren Adelstitel.
1979 heiratete er Christine Stephenson († 2008). Mit ihr hat er eine Tochter und Erbin seines Adelstitels:
- Emily Douglas-Home, 29. Baroness Dacre (* 1983)

Er starb am 8. Mai 2014 durch Suizid.